# Carel Stolker

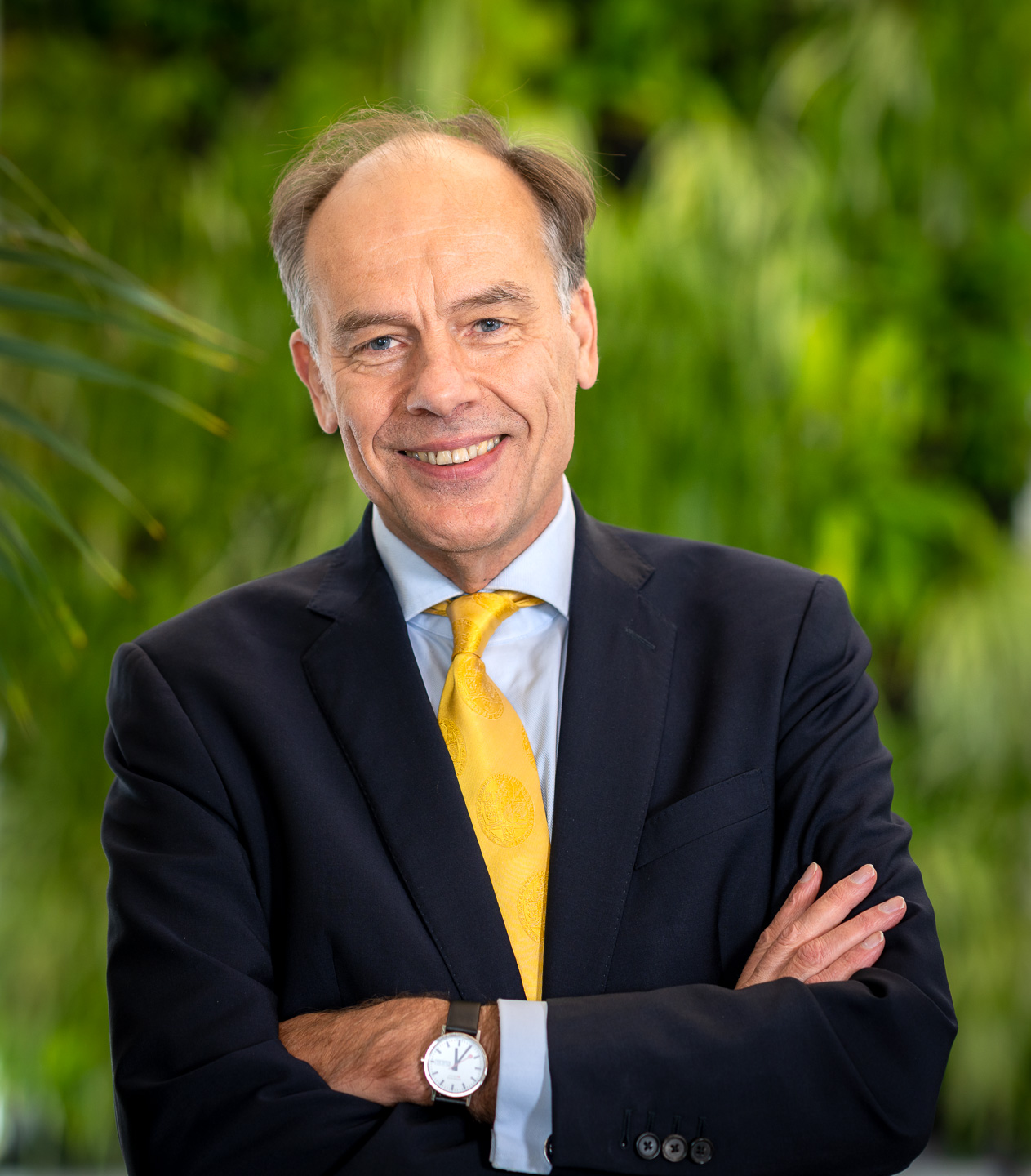
Carel Stolker

Carel Jan Jozef Marie Stolker (* 23. Juni 1954 in Leiden) ist ein niederländischer Rechtswissenschaftler. Er war Rektor der Universität Leiden von 2013 bis 2021.

## Leben
Carel ist der Sohn des Psychologen Dr. Petrus (Piet) Johannes Stolker (* 21. März 1923 in Enschede; † 28. Januar 2013 in Leiden) und der Dees B. M Linders (* 1. Oktober 1924 in Dordrecht; † 16. Oktober 1998 in Kairo). Er wuchs mit zwei Brüdern und einer Schwester auf. Stolker hatte das Bonaventura College in Leiden besucht. Nach der Absolvierung seiner Militärzeit, studierte er von 1974 bis 1979 an der Universität Leiden. Hier promovierte er am 9. November 1988 zum Doktor der Rechtswissenschaften, mit einem Thema über Gesundheitsrecht Aansprakelijkheid van de arts. 1991 lehrte er Haftungsrecht ein Jahr lang am Hastings College of the Law der University of California in San Francisco. Danach publizierte er zahlreiche Artikel zum Haftungsrecht mit dem amerikanischen Professor am Hasting Collage David I. Levine. 1992 bis 93 war er Mitglied der Task Force zu Albanien im Europarat, deren Zielsetzung es war ein Zivilgesetzbuch für das Land zu erarbeiten. Zudem beteiligte er sich als Editor, Kommentator und Herausgeber des bürgerlichen Gesetzbuches.
Er wurde Chefredakteur der losen Blattsammlung Onrechtmatige Daad (Fahrlässigkeit). Stolker war ein Mitglied des Air Freight Documentation Committee (das sogenannte Hoekstra Committee), welches eine Untersuchung der Ladung des El-Al-Flug 1862 durchführte, welcher 1992 in den Amsterdamer Bijlmer Bezirk stürzte. Am 16. Januar 1998 wurde er Professor der Rechte, in dem Fachbereich des bürgerlichen Rechts der Leidener Hochschule, welchen Lehrstuhl er mit der Einführungsrede Homo litigans – de weg naar de claimcultuur antrat. Im Februar desselben Jahres übernahm er als Direktor die Leitung des E. M. Meijers Institutes. In seiner Eigenschaft als Lehrstuhlinhaber behandelte er in seinen Vorlesungen vor allem juristische Themen zum Gesundheitswesen, den Wissenschaftstheorien und des Rechtsvergleichs.
Er diente unter anderem als Mitglied (2005) und Co-Vorsitzender (2010) von zwei bundesweiten Audit Committees der niederländischen Justiz. Carel Stolker war stellvertretender Richter am Hof in Haarlem. Er ist stellvertretender Richter am Berufungsgericht von 's-Hertogenbosch. 2001 wurde er Vizedekan der juristischen Fakultät der Leidener Hochschule und vom 1. Januar 2005 bis 1. September 2011 war er Dekan der Fakultät. Er ist Mitbegründer der Strategic Alliance of Research Faculties of Law (frei Übersetzt: der strategischen Gemeinschaft zu Forschungen der Fakultäten der Rechtswissenschaften, (SARFal)) und Mitglied des wissenschaftlichen Ausschusses „Europaeum“. Nachdem er 2011/12 an einem Buch über Rechtsschulen weltweit gearbeitet hatte, übernahm er am 8. Februar 2013 von Paul van der Heijden das Rektorat der Universität Leiden.
Carel Stolker verheiratete sich mit Anneke van der Delft. Aus der Ehe stammen drei Töchter.

## Werke
- Geneesmiddelen en aansprakelijkheid. Deventer 1986, ISBN 90-312-0378-5 mit Anneleen M. L. Broekhuijsen-Molenaar, (Online PDF)
- Aansprakelijkheid van de arts, in het bijzonder voor mislukte sterilisaties. Deventer 1988, ISBN 90-312-0494-3, (Online PDF)
- Besef als vereiste voor vergoeding van immateriële schade. In: RMTh. 1988, S. 3–29.
- Van arts naar advocaat. Aansprakelijkheid voor medische fouten in Amerika. Een les voor Nederland? Utrecht 1989 (Online PDF)
- The Unconscious Plaintiff: Consciousness as a Prerequisite for Compensation for Non-pecuniary Loss. In: International and Comparative Law Quarterly. (ICLQ) 39, 1990, S. 82–100.
- Een onrechtmatig bestaan. Over de grenzen van de aansprakelijkheid. In: A . M . Hol, M . A . Loth: Dilemma's van aansprakelijkheid. Zwolle, 1991, S. 7–19.
- ’Indian Title’ – Indianen, Europeanen en de eigendom van de grond. In: Quod Licet. 1992, S. 417–442, (Online PDF)
- Wrongful life, the Limits of Liability and Beyond. In: The International and Comparative Law Quarterly. 1994, S. 521–536 (Online PDF)
- Straffen met privaatrecht — of juist verzoenen? In: Over de grenzen van strafrecht en burgerlijk recht 347 (1). 1995, S. 29–41, (Online PDF)
- Aansprakelijkheid voor bloed en bloedtransfusies. In: Nederlands Juristenblad. 1995, S. 685–695, (Online PDF)
- The World Bank Legal Department. In: The World Bank and Legal Technical Assistance. Initial Lessons. 1995, S. 1–87, (Online PDF)
- Over de Grenzen van Strafrecht en Burgerlijk Recht. Deventer, 1995, ISBN 90-268-2861-6, mit Ton (A. M.) Hol
- Drafting a new Civil Code for Albania. 1996, (Online PDF)
- Geneesmiddelen en aansprakelijkheid. In: Kluwer. 1996, mit A.M.L. Broekhuijsen-Molenaar, S. 1–123 (Online PDF)
- ‘U bent met te veel, dus u krijgt niets!’ Amerikaanse ervaringen met collectief schadeverhaal. In: Massaschade – Vergt de behandeling van massale schade een bijzondere benadering. 1996, S. 39–53, (Online PDF)
- Drafting a new Civil Code for Albania. 1996, S. 29–47 (Online PDF)
- Een onrechtmatig bestaan in Nederland — een stand van zaken. In: A & V. 1997, S. 38–45, mit Levine
- Who's afraid of wrongful birth? In: WPNR 6262. 1997, S. 191–196.
- Wrongful birth, annotatie. In: A & V. 1997, S. 100–103.
- Compensation for damage to parties on the ground as a result of Aviation accidents. In: Air & Space Law. 1997, p. 60-69. mit D.I. Levine
- Aviation Products Liability for Manufacturing and Design Defects: Two Recent Developments. In: The World Bulletin. 1998, S. 93–103. mit David I Levine, (Online PDF)
- Compensation for the Fear of Contracting Asbestos-Related Diseases – Critical Reflections on an Important US Supreme Court Decision and its Relevance for Europe Keywords : Asbestos. In: European Review of Private Law. 1999, S. 1–19, (Online PDF) mit David I Levine
- Smartengeld – wat zijn we eigenlijk aan het doen? Naar een juridische en psychologische evaluatie. In: Bewijs en letselschade. 1998, S. 71–86, (Online PDF) mit F.H. Poletiek
- In search of the importance of Article l Protocol No 1. ECHR to private law. In: The right to property; The influence of Article 1 Protocol No1 ECHR on several fields of domestic law. 2000, S. 69–89, (Online PDF) mit H.D. Ploeger,
- Der ärztliche Behandlungsfehler, Eine Fallstudie im Vergleich europäischer Rechtssysteme. Die Niederlande. In: Der ärztliche Behandlungsfehler: eine Fallstudie im Vergleich europäischer Rechtssysteme. Detmold, 2001, S. 290–320, (Online PDF)
- Defensive bureaucracy? Rampen, de overheid en de preventieve rol van het aansprakelijkheidsrecht. In: Ramp en Recht.Beschouwingen over rampen, verantwoordelijkheid en aansprakelijkheid. Den Haag, 2001, S. 105–126, (Online PDF) mit David I. Levine und C.L. de Bel
- Contractvrijheid. Deventer, 2001, mit Ton Hartlief und Jan Jozef Marie
- Compensating for psychiatric damage after disasters: A plea for a multifactor approach. In: E.R. Muller, C.J.J.M. Stoiker (red.): Ramp en recht. Beschouwingen over rampen, verantwoordelijkheid en aansprakelijkheid. Den Haag, 2001, S. 127–148, (Online PDF) D.I. Levine
- Beginselen van behoorlijk rampenonderzoek. Den Haag, 2002, ISBN 90-5454-251-9 (Online PDF), mit Erwin Muller
- De arts als deskundige bij medische beroepsfouten. In: Nederlandse Tijdschrift voor Geneeskunde. 2003, S. 819–823 (Online PDF)
- Une existence illegitime aux pays-bas. In: European Review of Private Law. 2003, S. 227–234, (Online PDF) mit
- De wrongful life-vordering: schadevergoeding of euthanasie? In: Nederlands Tijdschrift voor Burgerlijk Recht. 2003, S. 496–506, (Online PDF) mit M.P. Sombroek van Doorm
- Ja, geleerd zijn jullie wel! Over de status van de rechtswetenschap. In: Nederlands Juristenblad. 2003, S. 1409–1418, (Online PFD)
- Wat maakt een juridisch tijdschrift wetenschappelijk? In: Nederlands Juristenblad. 2005, S. 1409–1418, (Online PDF) und In: NJB. 2004, S. 1409, (Online PDF)
- Who decides the worth of an arm and a leg? Assessing the monetary value of nonmonetary damage. In: Experts in science and society. 2004, S. 201–213 (Online PDF), mit F.H. Poletiek,
- Legal Journals: in Pursuit of a More Scientific Approach. In: European Journal of Legal Education 2. 2005, S. 77–94 (Online PDF)
- Vooruitgang in de wetenschap, vooral toeval of organisatie. In: Vooruit met het recht. Wat geldt in de rechtswetenschap als vooruitgang? 2006, S. 109–124 (Online PDF)
- Kernwaarden verbinden – ‘turn dependent adolescents into wise adults’. In: Willem Bekkers, Marieke van Hooijdonk, Bas Kortmann: De Advocatenstandaard. 2007, ISBN 978-90-12-12441-6,
- Waarom kent rechten een uittrekselcultuur? In: Ex Libris Hans Nieuwenhuis. Deventer, 2009, ISBN 90-13-06922-3, S. 61–75.
- Een discipline in transitie – rechtswetenschappelijk onderzoek na de Commissie Koers. In: Recht en Methode in Onderzoek en Onderwijs 1. 2011, S. 13–43, (Online PDF)
- Rethinking the law school. Education, research, outreach and governance. Cambridge University Press, 2014, ISBN 978-1-107-07389-0.